# Liste des commandeurs des provinces orientales de l'ordre du Temple
La liste des commandeurs de province de l'ordre du Temple dans les États latins d'orient regroupe les noms de ces commandeurs selon un axe chronologique identifié par période de maîtrise et domaines territoriaux. Leur importance dans la hiérarchie templière est comparable à celle des maîtres (commandeurs, ministres, procurateurs) de province de l'ordre en Occident.

## Province d'Antioche

Les États latins d'Orient en 1135.

Le commandeur de la terre d'Antioche, (fro) « Li comandeor de la terre d'Antyoche »
La principauté d'Antioche et le comté de Tripoli sont deux provinces distinctes au même titre que le Royaume de Jérusalem mais formaient initialement une même province, les deux États latins se touchant, avant la perte de Lattaquié qui les sépara par un territoire resté aux mains de la principauté Ayyoubide d'Alep jusqu'en 1260 et par une zone contrôlée par les Nizârites (forteresse de Masyaf) que les croisés appelaient le territoire des Assassins.
La forteresse de Trapezac est la première forteresse connue comme ayant été occupée par les templiers dans cette province. Après l’échec de la deuxième croisade, les templiers construisent vers 1153 la forteresse de Baghras à la frontière avec le royaume arménien de Cilicie. Ils assuraient également la défense du nord de la ville d'Antioche avec la forteresse de la Roche-Guillaume et celle de la Roche de Roissel. En dehors des forteresses à vocation militaire et défensive, les templiers établirent plusieurs commanderies dont celle d'Antioche et peut-être une à Lattaquié.
La province disparaîtra avec la chute de la principauté en 1268 mais l'ordre réussira à conserver la forteresse de la Roche-Guillaume  qui deviendra le siège de la nouvelle province d'Arménie à partir de 1285.
| Commandeur              | Période de maîtrise | Commentaires et autre(s) fonction(s) |
| ----------------------- | ------------------- | --- |
| Gilbert de Lacy         | 1162                | (fro): Gileberz de Laci (fr): Gilbert de Lascy « li comanderres du Temple en ces parties [terre d'Antioche] / præceptor fratrum militiæ Templi » † 1163 |
| fr. Armangaud           | 1198                | [Erreur, grand commandeur de l'ordre (1198) ] (fr): Armengaud, Irmangaud, Irmengaud (en): Irmengaud |
| N. de Raiaco            | 1203                | [À vérifier] |
| fr. Pierre de la Rajace | 1203                | (la): Petrus de Raiace, de Recazi (en): Peter de Raiace, Peter of (la) Recazi/Raiace 1203: « fratris Petri de Raiace tunc temporis magni preceptoris domus Antiochie » Commandeur d'Acre (1198) |
| fr. Aimon d'Aix         | 1211                | [Sources contradictoires] (en): Amio of Ays Visiteur cismarin (1179-1186) Sénéchal (1190) Au service du roi de Jérusalem (1198-1211) |
| Guillaume de Montferrat | ? - 1237,           | (en): William of Montferrand |
| Thomas                  | [ 3 ]               | |
| fr. Pons                | 1242                | 7 juin 1242: ? |
| fr. Ferrand l'Espagnol  | 1249                | (es): Fernán Español 12 mai 1249: « frater ferrandus spagnolus preceptor Antiochie » |
| fr. Gérard de Sauzet    | 1268                | [Dernier commandeur de la terre d'Antioche] (en): Gerard of Saucet, of Sauzet (fr): Guiraud, Guiraut de Sauzet 1268: « Il avint que ffrere Gueraut de Saucet era comandaor de la terra d'Antiocha » Autres sources disponibles: Maître de la province de Hongrie (1278-1279) Maître de la province d'Auvergne-Limousin (1289-c.1291)ou (1289-1294) |

## Province d'Arménie (Cilicie, Petite-Arménie)

Le royaume arménien de Cilicie

Le déclin des États latins d'Orient entraîne la disparition de la province d'Antioche où les templiers n'ont pu conserver que la forteresse de la Roche-Guillaume. Celle-ci deviendra le siège de cette nouvelle province dont l'existence est attestée à partir de 1285 au sein du royaume arménien de Cilicie. Mais en 1298, La Cilicie est de nouveau attaquée par les mamelouks et les templiers perdent leur dernière place forte dans ce royaume. 
| Maître               | Période de maîtrise | Commentaires et autre(s) fonction(s) |
| -------------------- | ------------------- | --- |
| fr. ?                | 1285                | [ Peut-être Simon de Farabel qui suit ] 1285 (chronique): « On vit arriver le commandeur des templiers de la contrée de l'Arménie (Komendour-el-Djouïet) » |
| fr. Simon de Farabel | c.1288              | Procès (Chypre, 1310): Pierre de Tripoli reçu par « frater Symon de Farabello, tunc preceptor in Armenia... XXII anni elapsi »                             |

## Province de Chypre

Les États latins d'Orient au milieu du XIIIe siècle.

Le commandeur de la terre de Chypre, des maisons du Temple en Chypre
Cette province aurait pu devenir un état templier lorsque l'île leur fut vendue par Richard Ier d'Angleterre, qui l'avait conquise en 1190. Mais, à la suite d'une révolte de la population en 1192, elle fut cédée à Guy de Lusignan. Le siège de la province se trouvait à Limassol et l'ordre détenait les châteaux de Gastria (en), Yermasoyia et Khirokitia ainsi que plusieurs commanderies (ou maisons du Temple) dont celles de Famagouste,  Psimolofou, Nicosie, Paphos (Baffe), Phasouri et très probablement Temblos,.
À partir de 1292, à la suite de la perte de Saint-Jean d'Acre, le (grand) commandeur de la terre se trouve à Chypre et se substitue au commandeur de cette province.
| Maître                          | Période de maîtrise | Commentaires et autre(s) fonction(s) |
| ------------------------------- | ------------------- | --- |
| fr. Arnaud (ou Renaud) Bouchard | 1191-1192           | [Premier commandeur de Chypre] (en): Reynald Boschart 28 mars 1192: « ? », insurrection de Nicosie |
| fr. Baudouin de Beuvrages       | 1219-1232,          | (la): Balduin de Beuraje (en): Balduin de beuraje, Baldwin of Beuvrages ; Baldwin of Benraiges (?) (fr): Baudouin de Beurage Règle du Temple: « Il avint en chipre... Et frere Johans estoit comandeor de Baffe, et dits a son comandeor qui avoit a nom frere Baudoin de Benrage... » Commandeur des chevaliers (sans date) |
| fr. Marin                       | 1249                | 12 mai 1249: « frater marinus nomine (sic) preceptor uspri » |
| fr. Mathieu Sauvage             | 1263                | (ar): Ifrīr Māhī Sāfāj Commandeur de la terre de Jérusalem (1261) Châtelain (seigneur) de Safed et de Tortose (1267-1268, peut-être 1271) Châtelain de Sidon (c.1271) [Geoffrey de Charny, futur commandeur de la baillie de Normandie (1307) était son compagnon en 1271] |
| fr. Bertrand de Fos             | v. 1271             | [ sources indirectes, Procès ] (la): Bertrandus de Fossa (fro): Bertran de Fox Procès (Cahors, 1307): Guillaume de Limoges (fils du seigneur Hugo) reçu à Acre « receptus... XXXVI anni elapsi... fr. Bertrandus de Fos, preceptor tunc Cipri, de mandato magistri maioris », soit vers 1271. Procès (Poitiers, 1308): Guillaume de Limoges reçu à Nicosie « jam sunt XX anni et ultra per fratrem Bertrandum de Fossa, preceptorem Cipri... », donc v. 1288 Envoyé en Pouilles en mai 1273 chercher Guillaume de Beaujeu                              |
| fr. Bérenger de Saint-Just      | 1292                | 20 avr. 1292: « frere Berenguer de Saint Just comandor de la terre » Maître de la province d'Aragon (1283-1290) Commandeur de Miravet (1297-1307) Tenant lieu de maître d'Aragon (juin 1300) |
| fr. Baudouin de la Andrin       | 1293                | [ Incertain, commandeur de Nicosie ] (en): Baldwin of Ardan, of Andria (fr): Baudouin de Ardan, de Laudrana Procès (Paris, 1310): Frère Gérard du passage, « fuerat receptus sunt XVII anni... a fratre Baudoino de Ardan milite preceptore domus Templi civitatis Nicosiensis », le 24 juin 1293 Procès (Nicosie, 1310): Frère Etienne de Safed reçu par Jacques de Molay à Nicosie il y a 15 ans en présence de « frater Raymundus Osias provinçialis, frater Baldinus de Landrana et frater Hugo de Besaccono », en 1295 Maréchal de l'ordre (1292) |
| fr. Florentin de Velu           | 1299                | [probablement grand commandeur] (en): Florentin of Villa 24 juin 1299: « fratri Florentino de Velu, preceptori sacre milicie domus Templi » |
| fr. Raimbaud de Caromb          | 1302/04-1307,       | (en): Raimbald Of Caron Procès (Nicosie, 1310): frère Garin de Raval, reçu à Famagouste il y a 8 ans par Jacques de Molay en présence de « frater Ranbaldus de Ciaren tunc magnus preceptor dicti ordinis », en 1302 25 oct. 1304 / fin déc. 1304: « Riambau de Caro qui es comanador de la terra » 10 nov. 1307: « frater Raymbaudus de Caron miles dicti ordinis preceptor Chipri », interrogé à Paris (procès) Commandeur de Limassol (1300) |
| fr. Jacques de Dammartin        | 1307-1310           | [ Tenant lieu ] (la): Jacobus de Doumann, de Doumanin, de Doumany, de Doymalin (en): James of Dammartin, of Doumanin (fro): Domaranz ; (fr): Jacques de Dommarien Procès (Nicosie, 1310): frère Pierre de Baneta reçu il y a 3 ans à Nicosie par Aimé d'Oiselay en présence de « frater Jacobus de Doymalin preceptor terre in Nimotio » 19 mai 1310: « frater [Jacobus] de Doumanin preceptor ordinis Templi in Cypro », interrogé à Nicosie (procès). Reçu en 1295 à Dijon par Jacques de Molay Commandeur de Limassol (jan. 1307)                   |

## Province de Jérusalem
Le commandeur de la terre de Jérusalem, du royaume de Jérusalem, (fro) « Li comandeor de la terre [de Jérusalem], dou royaume de Jerusalem »
Ce dignitaire occupait un rang plus élevé dans la hiérarchie templière car initialement il occupait également la fonction de trésorier du couvent et pouvait remplacer le maître de l'ordre lorsque celui-ci était absent. D'après Alain Demurger, ce n'est que vers la fin du XIIIe siècle que le grand commandeur (qui a remplacé le sénéchal) absorbe la fonction de commandeur de la terre mais ce n'est pas l'opinion de Jochen Burgtorf qui ne fait pas de distinction entre ces deux rangs. La liste des grands commandeurs qu'il propose inclut les noms des commandeurs de la terre de Jérusalem car Burgtorf a constaté que l'on trouve de nombreuses chartes antérieures à 1191 avec le sénéchal et le commandeur de la terre puis, à partir de cette date jusqu'à la chute de Saint-Jean d'Acre (1291), on trouve fréquemment ensemble le maréchal, le (grand) commandeur et le commandeur d'Acre. L'un des retraits de la règle du temple mentionne d'ailleurs le grand commandeur du royaume de Jérusalem afin de ne pas le confondre avec le commandeur de la cité de Jérusalem.
La liste ci-dessous ne prend donc pas en compte les dignitaires qui ont été grands commandeurs en attendant l'élection d'un nouveau maître de l'ordre (au sens de la règle du Temple) mais inclut ceux avec ce titre lorsque le maître de l'ordre est en fonction, suivant en ce sens l'opinion de Jochen Burgtorf.
| Maître | Période de maîtrise | Commentaires et autre(s) fonction(s) |
| --- | ------------------- | --- |
| fr. Geoffroy Foulcher | 1164                | 1164: « frater Gaufredus Fulcherii, Hierosolymitanae domus Templi praeceptor » ; « domorum pauperis militiae Templi procurator indignus » |
| fr. Gilbert Hérail | 1183,               | [Probable] (ca): Girbert Erall ; (en): Girbert Eral (fr): Girbert Eral ou Érail 1183, avant sept.: « frater Girbertus Arayl magnus preceptor » Maître de la province de Provence et parties des Espagnes (1185-1189) Grand commandeur (1190) Maître cismarin (1191, 1193) Maître de l'ordre (1194-1200) |
| fr. O. De Vend. | 1184                | [Incertain, commandeur de la cité de Jérusalem ?] |
| fr. Gilbert Hérail | 1190                | [Incertain, grand commandeur par intérim ?] oct. 1190: « fratri Giberto Eralio magno preceptore » 1190/1191: « fratris Gerberti ejusdem domus magni preceptoris » ; « fratre Girberto magno preceptore » Voir 1183 pour le détail de sa carrière. |
| fr. Armangaud | 1198                | (fr): Armengaud, Irmangaud, Irmengaud (en): Irmengaud 1198: « fratre siquidem Irmengaud tunc existente magno præceptore » |
| fr. Pierre de Manaia | 1204-1207/08        | (la): Petrus de Manaia, de Monea, de Moneta (en): Peter of Manaia 19 juillet 1204: « Petri de Manaia magnis præceptoris » 22 fév. 1207/08: « de fratribus Templi: Petrus de Moneta praeceptor » fév. 1207/08: « de fratribus Templi: Petrus de Monea praeceptor » |
| ... | ...                 | |
| fr. Barthélemy de Moret | 1240                | (la): Bartholomeus de Moretto (en): Bartholomew of Moret nov. 1240: « fratris Bartholomei de Moretto, tunc temporis magni preceptoris dicte militie in regno Jerusalem » Grand commandeur (1237-1240), |
| fr. Pierre de Saint-Romain | 1241                | (la): Petrus de Sancto Romano (en): Peter of St. Romanus 18 nov. 1241: « de fratribus Templi: P. De S. Romain grant comandeor / P(etrus) de S. Romain magnus commendator » Maître de la province de France (1225, 1236(?), 1238) [sources contradictoires] Visiteur cismarin (1238) Commandeur de la terre de Tripoli (1243) |
| fr. Étienne d'Ostricourt | 1249-1250           | (la): Stephanus de Alta Turre (en): Stephen of Ostricourt (fr): Étienne d'Autricourt, d'Otricourt, de Hautetour 12 mai 1249: « frater Sthephanus de Alta Turre preceptor terre regiminis Hierusalem » 8 mai 1250: « frères Estiennes d'Ostricourt qui estoit commanderres dou Temple » [Frère Gilles, grand commandeur le 8 février 1250] |
| fr. Guy de Bazainville | 1256                | (la): Guidonis de Basainvilla (en): Guy of Bazainville (fr): Gui de Basenville 1256: « frater Guido de Basainvilla domorum militiae templi praeceptor in regno hyerosolimitano » Maître de la province de France (1243, 1251-1255) Tenant lieu de maître et de visiteur cismarin (jan. 1259) Visiteur cismarin (1260), Maître de la province d'Aquitaine (1262-1264) |
| fr. Mathieu Sauvage | ?-1261              | fév. 1261: « freres Mahiex sauvages commandeur dou Temple / freres Mahius Salvages coumandour dou Temple », capturé en Galilée. Commandeur de Chypre (1263) Châtelain (seigneur) de Safed et de Tortose (1267-1268, peut-être 1271) Châtelain de Sidon (c.1271) [Geoffrey de Charny, futur commandeur de la baillie de Normandie (1307) était son compagnon en 1271] |
| fr. Amaury de La Roche | 1262                | (fro): ? 31 mai 1262: « frere Amaury de la Roche grant commandeor ; frere Amauri de la Roche grant comandeor » Maître de la province de France (1256, 1265-1271) Compagnon du maître de l'ordre, Thomas Béraud (1262) |
| fr. Guillem de Montanyana | 1262-?,             | (fro): Guillaume de Montaignane, de Montignan, de Montignane (ca): Guillem de Montanyana ; (en): William of Montañana (es): Guillén, Guillermo de Montañana ; (fr): Guillaume de Montanyana 18-19 déc. 1262: « frere Guillaume de Montignane grant comandeor / frere Guillaume de Montignan grant commandeor dou Temple » Maître de la province d'Aragon (1258- fév. 1262) Châtelain de Sidon (1262) |
| --- | ---                 | --- |
| fr. Simon de la Tour | 1271                | (la): Simone de Turri, Simmonis de Turre (en): Simon of la Tor (it): Simone de la Tour 2 juin 1271: « fratre Symone de Turri magno preceptore domus Templi » Procès (Paris, 1310): 1271: « fratrem Symonem de Turri preceptorem regni Jerosolimitani » oct. 1274: « L'humble commandeur de la chevalerie du Temple dans le royaume de Jérusalem, [Simon de la Tor] » Châtelain de Safed (1262) Commandeur de la province des Pouilles (1275-1277) Visiteur des cinq royaumes d'Espagne (1277) |
| fr. Arnaud de Castelnou | 1277                | (en): Arnold of Castellnou Maître de la province d'Aragon (1267-1276/78) [date de fin ⇒ sources contradictoires] |
| fr. Thibaud Gaudin | 1279-1291           | [Dernier commandeur de la terre à Acre] 1279: « fratrem vocatum Monachum Gaudi preceptorem terre ultramarine » mai 1284: « Theobaldo Gaudi preceptore terre ultramarine » 24 juin 1283/86: « frater Tibaldus Galdini tunc preceptor terre ultramarine » 27 mai 1287: « le comandour dou Temple frere Tibaut Gaudin » c. mai 1291: « le grant coumandour de la terre... frere Tibaut Gaudy » c. 1272/1291 (sans date): « humble comandor de la terre de la chevalerie dou Temple en roiaume de Ierusalem » Commandeur d'Acre (1270-1271) Turcopolier (1277) Maître de l'ordre (1291-1292) † 16 avril 1292 |
| Bérenger de Saint-Just succède à Thibaud Gaudin comme commandeur de la Terre mais le siège de l'ordre se trouve dorénavant sur l'île de Chypre (Nicosie) 20 mai 1292: « frere Berenguer de Saint Just commandor de la terre », lettre de Jacques de Molay |                     | |

## Province de Romanie (Grèce)

La Grèce au début du XIII.

Preceptor domorum militiæ Temple in Achia, Achaya, Romania
Cette province correspondait à la Grèce actuelle. Elle est aussi désignée par le nom de province de Morée mais plus tardivement.
À la suite de la quatrième croisade, les templiers reçurent des donations et s'installèrent principalement dans le royaume de Thessalonique et dans la principauté d'Achaïe. L'empereur Henri Ier de Constantinople leur ayant également fait don d'Antalya (Turquie) en 1206,. Mais une partie de ces nouvelles  possessions en Thessalie furent éphémères comme Lamía et Ravennika dont ils furent dépossédés dès 1209 car ils avaient supportés la rébellion des barons lombards contre l'empereur. Ils réussirent vraisemblablement à se maintenir dans l'Attique, notamment à Sykámino dont le château passa aux hospitaliers en 1314 et ils établirent quelques commanderies dans le Péloponnèse.
| Maître                       | Période de maîtrise | Commentaires et autre(s) fonction(s) |
| ---------------------------- | ------------------- | --- |
| fr. Geoffroy de Sale         | 1280                | (la): Jeffredus de Sale (en): Geoffrey of Sale Procès (Nicosie, 1310): frère Hugues de Bensano, reçu il y a 30 ans à Andravilla par « Jeffredus de Sale tunc preceptor dicti ordinis in Romania » |
| fr. Eustache de Guercheville | 1294                | (la): Heustasius de Guarchavilla 26 mai 1294: « Pro preceptore domus Templi in Achaya ; fratrem Heustasium de Guarchavilla preceptorem domus Templi in Achaya » |
| fr. Jean de Neufchâtel       | 1301-1306/07,       | (en): John the Constable 1305: Frère Jean de Neufchastel, Grand Commandeur du Temple en Romanie Procès (Nicosie, 1310): frère Geoffrey de Portu, reçu à Palusioli par « frater Johannes dictus Conestabulus tunc preceptor dicti ordinis in Romania » Procès (Nicosie, 1310): frère Étienne de Centomaria, reçu il y a 3/4 ans à Antravilla par « frater Johannes Conestabulus tunc preceptor in Romania » |

## Province de Tripoli
Le commandeur de la terre de Tripoli, (fro) « Li comandeor de la terre de Triple »
Cette province apparaît dans l'article 87 des retraits en tant que Terre de Tripoli et d'Antioche, l'une des trois premières en Orient mais qui semble être une province autonome séparée d'Antioche au XIIIe siècle. Il s'agissait du comté de Tripoli et cette province perdura jusqu'à la chute de l'ordre. Le maître de cette province était parfois désigné par le titre de commandeur de la maison du Temple du comté de Tripoli, ce qui peut laisser penser qu'il n'y avait qu'une seule commanderie au sein de la ville de Tripoli pour administrer les forteresses de l'ordre dans cette province.
| Maître                      | Période de maîtrise | Commentaires et autre(s) fonction(s) |
| --------------------------- | ------------------- | --- |
| fr. Florent                 | 1152                | |
| Gilbert de Lacy             | 1163                | |
| fr. Pierre de Saint-Romain  | 1243                | (la): Petrus de Sancto Romano (en): Peter of St. Romanus 31 mai 1243: « frere Pierre de S. Romain, comandeor en la terre de Triple » Maître de la province de France (1225, 1236(?), 1238) [sources contradictoires] Visiteur cismarin (1238) Grand commandeur de la terre (1241) |
| fr. Jaufré de Fos           | ...                 | [Incertain] (fro): Joffroi de Fos, de Fox ; (oc): Joufre de Fos ; (fr): Geoffroy de Fos Règle (française): « Et quant la demande vint au comandeor de la terre de Triple... Et frere Joffroi de Fos maintint ceste raison aveuques... » 10 oct. 1258: « frère Geoffroy de Fos » v. 1256-66, règle (catalane): « la parola vint au chapitre, fo demandé a ffrere Joufre de Fos... acò fo à Çafet per davant ffrere Tòmas Berart » Prud'homme du maître Thomas Béraud (entre 1258 et 1267) |
| Guillaume de Beaujeu        | 1271                | 2 juin 1271: « Guillelmus de Bel Jocho praeceptor pro domo Templi in comitatu Tripolitano » Châtelain de château Pèlerin Peut-être châtelain de Beaufort (1268) Maître de la province du royaume de Sicile (1272-1273) Maître de l'ordre (1273-1291) |
| Rui de Cuero ou de Cuera(s) | 1281-1287           | (la): Rodoricus de Cuyre (en): Reddecoeur ; (fr): Reddecœur (fro): Renddecuer, Reddeceur, Reddecuer, Ruidecuer 1282: « Ruidecuer, comandor de Triple » Procès (Paris, 1310): Thomas de Pampelune, reçu à Tripoli « xxx anni vel circa, per fratrem quondam Rodoricum de Cuyre militem, tunc preceptorem Tripolatinum, presentibus fratribus Rodoricum Ynanhes socio dicti preceptoris »                                                                                                  |
| Thomas de Pampelune         | 1285                | [Incertain] Reçu en 1281 |